# Raoul Peck
Pour les articles homonymes, voir Peck.
Raoul Peck (prononcé : /ɣa.ul pɛk/, né le 9 septembre 1953 à Port-au-Prince, est un réalisateur, scénariste, producteur de cinéma et homme politique haïtien.
Nommé en 2017 pour l'Oscar du meilleur documentaire pour I Am Not Your Negro, il a notamment réalisé Lumumba, un film inspiré de l'histoire de Patrice Lumumba et son rôle dans l'indépendance de la république démocratique du Congo, ainsi que Le Jeune Karl Marx, un film retraçant la jeunesse de Karl Marx et Friedrich Engels en Allemagne, à Paris et à Londres.
Il a également été ministre de la Culture de la république d'Haïti de 1995 à 1997. Le cinéaste a été président de la Fémis de janvier 2010 à janvier 2019.

## Parcours
Ses premières années sous la dictature des Duvalier sont marquées par « la disparition pendant plusieurs jours de son père et par le souvenir de sa mère s’entraînant à tirer dans le jardin »[réf. nécessaire].
En 1961, son père, ingénieur agronome, choisit de s’éloigner du pays et fait partie du premier contingent de professeurs haïtiens recrutés pour la république démocratique du Congo, dans l'idée que des « Noirs parlant français » seraient plus appropriés pour remplacer les cadres belges qui avaient fui le désastre d’une décolonisation ratée.
Dix-huit mois plus tard, en 1963, Raoul Peck rejoint son père à Léopoldville, avec le reste de sa famille. Ses parents y resteront vingt-huit ans. Quant à lui, il poursuit ses études secondaires aux États-Unis et en France.
Pendant ses études d'ingénieur et d'économie à l'université Humboldt de Berlin, il milite à gauche et envisage de retourner clandestinement en Haïti, comme beaucoup d’autres étudiants avant lui pour se battre contre la dictature : « Ce qu’aucun de nous ne savait à l’époque, c’est que nous aurions été attendus avant même notre arrivée et nous aurions été tués, puisque la CIA dénonçait systématiquement au pouvoir en place, tous les « subversifs » potentiels ».[réf. nécessaire]

## Journalisme et débuts au cinéma
Il travaille alors en tant que journaliste et photographe de 1980 à 1985, et réalise plusieurs courts métrages documentaires toujours en Allemagne. En 1982, il réalise De Cuba traigo un cantar, qui décrit la visite à Berlin-Ouest, du groupe cubain « Carlos Puebla y los Tradicionales », créateur de la célèbre chanson Hasta Siempre, Comandante, à l'occasion d'un grand concert pour la paix.
Il entre à l'Académie allemande du film et de la télévision de Berlin au sein de laquelle il réalise Leugt, dont le sujet est la visite de Ronald Reagan à Berlin, qui provoqua de violentes manifestations. Puis en 1983, il enchaîne avec Exzerpt où il porte, à partir d’un texte de Samuel Beckett, un regard critique et ludique sur la Grüne Woche, la plus grande foire alimentaire et agricole allemande.
Puis Merry Christmas Deutschland est un exposé sur les leçons de l'Histoire ce jour de Noël 1984 dans l'Allemagne d'Helmut Kohl. Alors qu’il est encore à la DFFB, il tourne son premier long métrage, Haitian Corner. Pour ce film, Raoul Peck tourne à New York. Il y évoque la difficulté pour un homme exilé dans cette ville, et torturé dans le passé par les tontons Macoutes, d’oublier et de choisir entre la vengeance ou le pardon le jour où il croit reconnaître son ancien tortionnaire. Il sort diplômé de la DFFB en 1988 en écrivant un scénario avec l’écrivain Jean-Claude Charles, Mission Technique, jamais réalisé.
Sollicité ensuite par un producteur pour un sujet sur un médecin suisse en Afrique faisant sa « descente aux enfers » avant de retourner « libéré » à son pays natal, Raoul Peck fait une contre-proposition et tente une première fois de lancer un projet de fiction autour de Lumumba. Déjà se pose la question du point de vue du héros « noir », contrairement à l’approche usuelle de raconter ce genre d’histoire à travers un personnage « européen », mieux accepté par les financiers (exemple : Steve Biko dans Cry Freedom). Devant les difficultés évidentes, il décide de réaliser à la place un documentaire de création qui deviendra en 1991 Lumumba, mort d'un prophète, sur le leader congolais, père de l’indépendance du Congo ex-belge, assassiné en janvier 1961. Il souhaite en effet lui redonner une place dans l’Histoire du continent. « En travaillant sur le scénario, je me suis rendu compte qu’au-delà d’un documentaire biographique sur ce personnage, il y avait une histoire plus intime qui se cachait : celle de mes parents (ma mère travaillait à l’hôtel de ville de Léopoldville. Elle fut la première à me parler de Lumumba) et l’histoire des Haïtiens venus travailler au Congo ». Il s'agit de raconter la « grande histoire à travers l’histoire personnelle – ou vice-versa », un projet complexe à tous les points de vue, une expérience personnelle, artistique et politique qui déterminera tous les autres films à venir.
Puis deux ans plus tard, retour vers un sujet plus spécifiquement haïtien avec L’homme sur les quais, une fiction sur les débuts du duvaliérisme et la mise en place du processus de terreur à travers les yeux d’une enfant de huit ans, en « une parabole sur l’effet d’une dictature, d’une tension sur un corps social ». L’histoire de « Sarah, une femme qui accepte ses démons du passé et décide de vivre avec eux » lui permet d’être en compétition officielle au festival de Cannes.
En 1994, le documentaire Desounen, dialogue avec la mort consiste en « un voyage sur le territoire haïtien qui témoigne de l'extraordinaire capacité de survie des Haïtiens, grâce à la créativité, la sagesse, et… le dialogue avec la mort. » Puis la même année avec Haïti, le silence des chiens, le réalisateur documente la confrontation entre le président constitutionnel en exil, Jean-Bertrand Aristide et son Premier ministre Robert Malval, resté au pays en prisonnier virtuel des militaires putchistes.
En 1994, Raoul Peck obtient le Prix du meilleur long métrage lors du quatrième Festival du cinéma africain de Milan pour L’homme sur les quais, ainsi que le prix Nestor Almendros décerné par l’organisation américaine Human Rights Watch ; six ans plus tard, la même organisation lui attribue le prix Irene Diamond pour l’ensemble de son travail en faveur des droits de l'homme.

## Expérience politique
En 1996, alors qu’il enseigne la mise en scène et l’écriture de scénario à l’école de cinéma de l’université de New York, on lui demande d'entrer dans le gouvernement du Premier ministre Rosny Smarth, en tant que ministre de la Culture d’Haïti. À un moment où le milieu du cinéma ambiant lui paraît de plus en plus loin de « sa » réalité et mis devant la décision de travailler concrètement et collectivement au changement dans son pays, il accepte de mettre momentanément entre parenthèses son métier de cinéaste et de rentrer en Haïti.
Après dix-huit mois de lutte solidaire, le Premier ministre Rosny Smarth refuse la dérive antidémocratique du « bon père Aristide » et de son parti Lavalas et démissionne avec cinq de ses ministres, dont Raoul Peck. « En ce qui concerne mon travail de cinéaste, mon passage à des responsabilités politiques n’a rien changé fondamentalement, à part tout juste le gain d’un peu de sagesse. J’ai plutôt été conforté dans la vision que j’avais du pouvoir et de ses serviteurs, dans ma conviction du refus des règles d’un jeu truqué, de ne pas accepter les structures et rituels tout faits censés être immuables. J’ai certainement aussi compris que tout réel changement prendra du temps, et que toute démarche individuelle est vouée à l’échec à long terme. Le vrai changement se fait dans la durée et à partir du collectif conscient. »
Durant la fin de son mandat, Raoul Peck travaille simultanément sur deux commandes : dans le documentaire Chère Catherine, commandé par Catherine David, commissaire de la documenta de Cassel, il déclare : « pendant ce temps dans tout ça, j’essaie de voler quelques rares moments de tournage en m’exilant à nouveau pour quelques jours pour d’autres projets, d’autres urgences… L’ici et l’ailleurs dans toute son absurdité, l’absurdité de tourner une histoire new-yorkaise dans un appartement à Paris près de la Bastille ». Il s’agit de Corps plongés, une fiction sur l’exil et la mémoire, « le fil rouge de mes films », que Pierre Chevalier, responsable de la fiction sur Arte, lui a demandé de réaliser depuis plusieurs années et qui marque le début de sa collaboration avec le producteur Jacques Bidou.

## Adaptation de la vie de Patrice Lumumba
Son expérience de politique directe consommée, expérience qu’il relatera dans son livre Monsieur le Ministre… jusqu’au bout de la patience, Raoul Peck décide de revenir à un projet qui lui tient à cœur depuis des années, aborder le personnage de Patrice Lumumba cette fois-ci par une fiction accessible au grand public.
« Le film n'est pas une « adaptation », il se veut « histoire vraie ». J'ai voulu extraire le récit cinématographique de la réalité en restant au plus près. J'avais face à moi d'innombrables récits et témoignages, des piles de livres et d'articles, souvent contradictoires ou paternalistes, toujours inconciliables. Une sorte d'immense compilation qui aurait parlé de moi et « des miens » sans que je m’y reconnaisse et qui m'obligeait à voir l'histoire à travers le regard des autres.
Dans le travail scénaristique, il a souvent fallu « réduire » la réalité, tellement elle était complexe, incroyable, folle, et décoder cette histoire écrite et vécue contradictoirement par d'autres. J'y ai mis du temps, j'ai parfois reculé, j'ai écrit plus de huit versions du scénario, jusqu'à celle qui a été tournée, écrite en collaboration avec Pascal Bonitzer.
J’aurais bien sûr aimé tourner au Congo, au moins certains extérieurs qui m’importaient particulièrement, mais il y avait la guerre… Le Zimbabwe a été choisi car c’est un pays calme et tranquille, la Suisse de l’Afrique (on en est revenu depuis) ! Et au Mozambique, à Beira, qui ressemble extraordinairement au Léopoldville des années 60. Une ville qui n’a pas changé depuis le départ des colons portugais. »
Sélectionné à la Quinzaine des réalisateurs de Cannes, le film Lumumba bénéficie par ailleurs d’une opération de soutien menée sur dix pays d’Afrique qui permet pour la première fois aux exploitants africains de présenter un film du Sud dans la foulée des sorties européenne puis américaine qui consacra le film comme une réussite critique et commerciale.

## Arte:La Bourse et la vie
En 2000, Thierry Garrel, responsable des documentaires sur Arte, lance une collection de deux fois quatre volets, La Bourse et la vie où il demande à des cinéastes de « restituer le réel dans toute sa complexité pour permettre au plus grand nombre de mieux comprendre le monde dans lequel nous vivons » et notamment de remonter aux causes des dérèglements sociaux tout en inventant des écritures pour figurer en une heure des données a priori non « télévisables » : le pouvoir de l’argent, les marchés, la mondialisation. Raoul Peck réalise le premier volet, Le profit et rien d’autre.
Durant cette période, parallèlement à ses activités de réalisateur, Raoul Peck est également Président de la commission d’Aide au Cinéma Fonds Sud (avril 2000 – avril 2002), « ce qui [lui] a permis d’avoir un regard empirique sur ce qui se faisait à travers le monde – plus de quatre-vingt-cinq pays concernés – et pourquoi à un moment donné les contenus, les structures, le rythme même des scénarios provenant d’une même région, se rencontraient, malgré les spécificités des uns et des autres, pour refléter un même malaise, une même colère ou encore un même désespoir nihiliste »

## Rwanda:Sometimes in April
Après le succès de Lumumba aux États-Unis, la chaîne câblée HBO, qui a acheté puis diffusé le film (la première diffusion doublée en anglais à la télévision américaine), offre à Raoul Peck le projet qui allait devenir plus tard Hotel Rwanda (United Artist, réalisé par Terry George). Il commence par refuser en pensant sincèrement que non seulement un tel génocide n’était pas filmable, mais que l’idée d’un « Schindler's List noir » (comme le proposait la demande) n’expliquerait en rien, à un public déjà saturé de préjugés à l’égard de l’Afrique, les origines politiques et historiques d’une telle catastrophe. Raoul Peck pose un certain nombre de conditions généralement « inacceptables » aux États-Unis : « ne pas faire un film « américain », avoir carte blanche politique, avoir le « director’s cut », pouvoir raconter l’histoire du point de vue de personnages rwandais, pouvoir tourner au Rwanda et enfin pouvoir aller se faire une idée sur place avant de décider. Contre toute attente, Collin Collander, le Président d’HBO Films, accepte toutes ces exigences.
Raoul Peck se rend donc en 2001 au Rwanda d’où il revient bouleversé et convaincu de la nécessité de réagir à ce génocide. Sans avoir encore une idée précise de ce qui deviendra Sometimes in April, le réalisateur, décidément proche de la terre africaine qu’il considère comme « sa seconde patrie », s’immerge dans l’histoire du Rwanda avec l’aide de la journaliste Madeleine Mukamabano et essaie de comprendre le Rwanda d’aujourd’hui. Il étudie de multiples rapports, livres et documents et recueille de nombreux témoignages.
Le succès de Lumumba en Afrique (les télévisions locales passent le film — illégalement — plusieurs fois par an) lui ouvre toutes les portes et il peut tourner au Rwanda même, malgré les difficultés initiales (logistique, assurances, ressources humaines). Cette expérience permettra l’année d’après à d’autres productions de tourner au Rwanda (Shooting Dogs, Un dimanche à Kigali). .
Des histoires personnelles donc avec, en arrière-fond, l’évocation des responsabilités internationales, de la (lourde) complicité de la France, le laisser-faire des États-Unis, l’abandon de l’ONU. Un éventail ambitieux qui permet de s’approcher de la problématique du génocide sans laisser de côté la réalité des Rwandais d’aujourd’hui, dix ans seulement après le drame, et de montrer aussi leur gestion de la justice, localement et devant le tribunal pénal international des Nations unies à Arusha.
Dans le cadre de l’accord moral que Raoul Peck avait conclu avec les Rwandais, ils ont été les premiers à voir le film. Fait exceptionnel également qu’un studio américain permette la première mondiale de son film sur le territoire africain. Les deux projections sur écran géant au stade de Kigali ont été suivies par près de 40 000 personnes. « Un moment inoubliable. Une des rares fois où faire un film a vraiment eu du sens. Palpable, visible, porteur d’un effet immédiat ».
Sometimes in April, en compétition à Berlin, a depuis été diffusé aux États-Unis avec grand succès et a même été exceptionnellement mis à la disposition, gratuitement, de la chaîne nationale public PBS pour une unique diffusion sur l’ensemble du territoire, suivie d’une discussion. Le film a été projeté à l'issue de la Cérémonie d'Ouverture du 9e Festival international des scénaristes en 2006 alors que Raoul Peck en était l'Invité d'Honneur.

## L’Affaire Villemin
Raoul Peck a terminé en 2006 le montage de L’Affaire Villemin, première mini-série télévisée en 6 épisodes de France 3 (avec Arte) coécrite avec Pascal Bonitzer dans laquelle il traite des débordements des médias, des dérives de la justice et de la polarisation de la société française autour du décès tragique de Grégory Villemin le 16 octobre 1984.
Se basant sur l’ouvrage Le bûcher des innocents de Laurence Lacour, ex-reporter d’Europe 1, il a également travaillé avec le couple Villemin, seules personnes dont la vie privée est abordée. « Laurence, une amie d’enfance, m’a toujours tenu au courant de temps en temps de l’évolution de son travail sur son livre. Mais à l’époque faire un film sur ce que j’évaluais être un fait divers ne m’intéressait pas vraiment. Vingt ans après, les choses ont évolué, tant au niveau de mon travail – je peux prendre des risques différents - que de l’histoire des Villemin elle-même. Une histoire que les dérives récentes d’Outreau ne rendent que plus urgente. Une histoire qui a gagné mon intérêt à travers la profonde douleur de Laurence qui a livré à travers son livre la bible de cette histoire et finalement grâce à ma rencontre avec Christine et Jean-Marie Villemin et leur amour, leur simplicité, leur absence totale de rancœur, leur sérénité. (…) Quant à la polémique superficielle qui s’est déclenchée à l’annonce du projet, elle nous rappelle que les plaies ne se sont pas refermées après vingt ans, ni non plus les intentions beaucoup moins honorables. Nous, (Pascal Bonitzer et moi) nous ne demandons qu’une chose, êtres jugés d’après le résultat : le film que nous aurons fait ».

## Le style de Raoul Peck
Depuis ses origines, la filmographie de Raoul Peck reflète un ensemble de films à l’écriture particulière, dans la mesure où les sujets traités sont tant historiques, politiques que personnels. Une œuvre qui doit tenir compte d’une biographie éclatée (donc de points de vue intellectuellement et économiquement conflictuels) et qui structurellement exploite tant l’efficacité du cinéma américain, à sa manière, que des approches plus complexes faites de collage, de superposition temporelle du récit, de flashforward ou backward, ainsi qu’une utilisation récurrente d’une voix off, auteur, personnage et point de vue objectif selon les besoins du propos. Cette approche aux multiples éléments, tant formels, structurels qu’esthétiques, permet de mélanger aussi organiquement la politique, l’histoire, la poésie, l’intime.
D’où la nécessité pour lui, par obligation plutôt que par choix, d’être son propre scénariste. L'écriture pour lui reste un moment difficile et douloureux. Néanmoins « c’est la seule période pendant laquelle on peut vivre de vrais moments de jubilation des plus sincères, douces récompenses d’un sacrifice solitaire ».
D’où aussi la difficulté pour trouver des partenaires d’écriture (exercice déjà difficile en soi) au profil biographique, philosophique ou politique permettant une approche commune ou complémentaire : « rien n’est plus épuisant que d’avoir à expliquer à tout moment à un partenaire de travail des éléments déjà suffisamment évanescents dans sa propre tête pour ne pas avoir à essayer de les expliquer à un autre. Ma rencontre avec Pascal Bonitzer – grâce à Jacques Comets avec qui il travaillait à La fémis – m’a permis d’un coup de gagner aussi bien un ami que le partenaire solide qui me manquait ».
Raoul Peck a eu la chance de pouvoir renouveler ce type de collaboration aux États-Unis, avec l’écrivain Russell Banks (sur deux projets en préparation), lui aussi un personnage particulier dans le paysage américain, quelqu’un d’ouvert au monde, libre de l'ethno- et l’eurocentrisme ambiant, et qui a – rare pour un citoyen américain – une vision de classe de sa société.
Enfin, pour Raoul Peck, l’approche documentaire reste similaire à celle de la fiction (voix-off, structure fracturée, mélange de politique, histoire, mémoire, poésie). « Je n’ai pas une approche fondamentalement différente du documentaire ou de la fiction, sinon d’essayer de mettre autant de « narration » possible dans mes documentaires et de « réalité » dans les fictions ». D’ailleurs que ce soit pour Haitian Corner, Lumumba, Sometimes in April ou L’affaire Villemin, le recours au réel, aux documents, aux détails véridiques et vécus, est constant. Les trois derniers films peuvent même être considérés comme de véritables reconstitutions, le didactisme en moins. « Ce n’est pas tout que d’essayer d’être exact et précis sur la réalité que l’on raconte, encore faut-il que cela reste du cinéma. Il ne faut qu’à aucun moment la véracité du propos n’entame la magie de la fiction. »

## Distinctions et responsabilités
- Ministre de la Culture de la république d'Haïti de 1995 à 1997
- Membre du jury du 52e Festival international du film de Berlin en 2002
- Président de la Commission d'aides sélectives aux pays en voie de développement (Fonds Sud) en 2000
- Diplômé de l'Académie allemande du film et de la télévision de Berlin (1988)
- Président de la Fédération caribéenne du film et de la vidéo
- Membre de l'Association des scénaristes allemands
- Membre de la Société civile des auteurs, réalisateurs et producteurs (ARP) de France
- Professeur à la Tisch School of the Arts de l'université de New York, de 1994 à 1995
- Récipiendaire 1994 à New York, du prix Nestor-Almendros, pour l'ensemble de son travail en faveur des droits humains
- Chevalier de l'ordre « Honneur et Mérite », Haïti
- Chevalier de l'ordre des Arts et des Lettres, France
- Artiste invité à la documenta X de Cassel, Allemagne
- Propriétaire du cinéma Eldorado situé à Port-au-Prince et ayant résisté au séisme de 2010 à Haïti. La restauration de la salle Eldorado, lieu culturel important de la capitale, est lancée après une séance de travail entre le ministre de la Culture et de la Communication, Pierre-Raymond Dumas et l'ambassadeur français accrédité à Port-au-Prince, Didier Lebret[5].

### Fémis
- Président du concours d'entrée de la Fémis en 2009
- Président de la Fémis de janvier 2010 à janvier 2019

## Filmographie

### Comme réalisateur

#### Court et moyen-métrages
- 1982 : De Cuba traigo un cantar (court métrage)
- 1983 : Leugt (court métrage)
- 1984 : Merry Christmas Deutschland (court métrage)

- 1994 : Haiti - Le Silence des chiens (moyen métrage)
- 1994 : Desounen, dialogue avec la mort (Desounen: Dialogue with Death) (moyen métrage)

- 1997 : Chère Catherine (court métrage)

#### Longs-métrages de fiction
- 1987 : Haitian Corner
- 1993 : L'Homme sur les quais
- 2000 : Lumumba

- 2013 : Assistance mortelle
- 2014 : Meurtre à Pacot
- 2017 : Le Jeune Karl Marx
- 2023 : Silver Dollar Road

#### Longs-métrages documentaires
- 1990 : Lumumba, mort d'un prophète

- 2001 : Le Profit et rien d'autre ! (Profit & Nothing But! Or Impolite Thoughts on the Class Struggle’')

- 2016 : I Am Not Your Negro

- 2024 : Ernest Cole, photographe (Ernest Cole : Lost and Found)
- 2025 : Orwell : 2 + 2 = 5 (Orwell)

#### Téléfilms et mini-série
- 1998 : Corps plongés
- 2005 : Quelques jours en avril (Sometimes in April)
- 2006 : L'Affaire Villemin
- 2009 : L'École du pouvoir
- 2009 : Moloch Tropical
- 2021 : Exterminez toutes ces brutes (mini-série)

### Comme scénariste
- 1988 : Haitian Corner
- 1990 : Lumumba, mort d'un prophète
- 1993 : L'Homme sur les quais
- 1998 : Corps plongés (TV)
- 2000 : Lumumba
- 2005 : Sometimes in April (TV)
- 2006 : L'Affaire Villemin (TV)

### Comme producteur et coproducteur
- 1983 : Leugt
- 1984 : Merry Christmas Deutschland
- 1990 : Lumumba, mort d'un prophète
- 1993 : L'Homme sur les quais
- 1994 : Haiti - Le silence des chiens
- 1994 : Desounen: Dialogue with Death
- 1997 : Chère Catherine
- 1998 : Corps plongés (TV)
- 2000 : Lumumba
- 2001 : Profit & Nothing But! Or Impolite Thoughts on the Class Struggle
- 2005 : Sometimes in April (TV)
- 2006 : L'Affaire Villemin (TV)
- 2021 : Exterminez toutes ces brutes (TV)

### Comme monteur
- 1984 : Merry Christmas Deutschland
- 1988 : Haitian Corner
- 1990 : Lumumba, mort d'un prophète
- 2001 : Profit & Nothing But! Or Impolite Thoughts on the Class Struggle

## Distinctions

### Nominations
- César 2025 : meilleur film documentaire pour Ernest Cole, photographe